# Det Centrale Personregister
Det Centrale Personregister (CPR) in Dänemark ist ein zentrales Personenregister, das eine Schlüsselrolle in der öffentlichen Verwaltung und im täglichen Leben der Bevölkerung im Land spielt. Seit seiner Gründung im Jahr 1968 dient es der Verwaltung persönlicher Daten aller Bewohner des Landes. Das CPR bildet seither das Rückgrat für zahlreiche Verwaltungsprozesse, von der Gesundheitsversorgung bis zur Bildung, und gilt als Beispiel für die erfolgreiche Integration moderner Technologien in die öffentliche Verwaltung. Das CPR verwaltet die CPR-Nummer, die jedem Dänen und jeder Person in Dänemark mit Aufenthaltsrecht individuell zugeteilt wird.

## Geschichte
Die Geschichte des CPR begann im Jahr 1924 mit der Einführung kommunaler Bevölkerungsregister, die den Grundstein für das spätere zentrale Register legten. Das CPR selbst wurde im Jahr 1968 gegründet und durchlief in den folgenden Jahrzehnten mehrere Entwicklungsphasen. In den 1970er- und 1980er-Jahren verbesserte sich das System durch den Einsatz neuer Datenverarbeitungstechnologien kontinuierlich. Die 1990er-Jahre brachten bedeutende Systemaktualisierungen und Funktionserweiterungen, um den steigenden Anforderungen gerecht zu werden. Die Überarbeitung der CPR-Gesetzgebung im Jahr 2000 setzte neue Standards für Datenschutz und -sicherheit. Seitdem hat das CPR fortlaufende Anpassungen und Modernisierungen erfahren, um technologisch auf dem neuesten Stand zu bleiben und die Dienstleistungen für öffentliche und private Nutzer zu optimieren. Das CPR ist zu einem unverzichtbaren Bestandteil der dänischen Verwaltung und Gesellschaft geworden.

## Gesetzliche Grundlage
Grundlage für das CPR legt das Das Gesetz über das Zentrale Personenregister (dän. lov om Det Centrale Personregister). Es zielt auf die Regelung der Verwaltung grundlegender persönlicher Daten aller Personen, die in Dänemark registriert sind ab. Das Gesetz legt fest, dass jeder in Dänemark registrierten Person eine eindeutige CPR-Nummer zugewiesen wird. Diese Nummer ist für verschiedene Verwaltungszwecke von zentraler Bedeutung. Das CPR enthält grundlegende Informationen wie Name, Adresse, Geburtsdatum und Personalnummer der registrierten Personen. Personen müssen sich an ihrem tatsächlichen Wohn- oder Aufenthaltsort registrieren lassen. Änderungen in den persönlichen Verhältnissen, wie Umzug oder Änderung des Familienstands, sind dem Register zu melden. Öffentliche Behörden und Privatpersonen mit berechtigtem Interesse können auf die im CPR gespeicherten Informationen zugreifen. Es gibt jedoch strikte Regeln zum Datenschutz und zur Verwendung dieser Daten. Das Innen- und Gesundheitsministerium ist zusammen mit den Kommunalverwaltungen für die Verwaltung des CPR verantwortlich und legt detaillierte Regeln für die Pflege und Nutzung des Registers fest. Es gibt spezifische Vorschriften zum Schutz der im Register gespeicherten Daten, einschließlich der Bedingungen für die Weitergabe von Informationen an Dritte. Das Gesetz legt zudem Strafen für Verstöße gegen seine Bestimmungen fest, beispielsweise für die verspätete Meldung von Umzügen oder die Bereitstellung falscher Informationen.